# رنه مولر (بازیکن فوتبال، زاده ۱۹۷۴)
رنه مولر (انگلیسی: René Müller؛ زادهٔ ۱۹ مهٔ ۱۹۷۴) بازیکن فوتبال اهل آلمان است.
از باشگاه‌هایی که در آن بازی کرده‌است می‌توان به باشگاه فوتبال پادربورن، باشگاه فوتبال آگسبورگ، باشگاه فوتبال بوخوم، باشگاه فوتبال قوت-وایس ارفورت، باشگاه فوتبال کیکرز اوفنباخ، و باشگاه فوتبال روت وایس اهلن اشاره کرد.